# Cissampelos pareira
Espèce
Synonymes
- Cissampelos argentea Kunth[1]
- Cissampelos benthamiana Miers[1]
- Cissampelos caapeba L.[1]
- Cissampelos delicatula Miers[1]
- Cissampelos elata Miers[1]
- Cissampelos glaucescens Triana & Planch.[1]
- Cissampelos haenkeana C.Presl[1]
- Cissampelos kohautiana C.Presl[1]
- Cissampelos limbata Miers[1]
- Cissampelos madagascariensis Miers[1]
- Cissampelos nephrophylla Bojer[1]
- Cissampelos obtecta Wall. ex Miers[1]
- Cissampelos pannosa Turcz.[1]
- Cissampelos reticulata Borhidi[1]
- Cissampelos salzmannii Turcz.[1]
- Cissampelos tamoides Willd. ex DC.[1]
- Cissampelos violifolia Rusby[1]
- Cocculus membranaceus Wall.[1]
- Cyclea madagascariensis Baill.[1]

Cissampelos pareira est une espèce de plantes à fleurs de la famille des Menispermaceae.

## Liste des variétés et sous-espèces
Selon BioLib (14 août 2017) :
- variété Cissampelos pareira var. hirsuta (Buchanan-Hamilton ex DC.) Forman
- variété Cissampelos pareira var. pareira

Selon Catalogue of Life (14 août 2017) :
- variété Cissampelos pareira var. hirsuta
- variété Cissampelos pareira var. nephrophylla
- variété Cissampelos pareira var. orbiculata
- variété Cissampelos pareira var. wildei

Selon NCBI (14 août 2017) :
- variété Cissampelos pareira var. hirsuta

Selon Tropicos (14 août 2017) (Attention liste brute contenant possiblement des synonymes) :
- sous-espèce Cissampelos pareira subsp. owariensis (P. Beauv. ex DC.) Engl.
- variété Cissampelos pareira var. asperifolia Welw. ex Hiern
- variété Cissampelos pareira var. australis (A. St.-Hil.) Diels
- variété Cissampelos pareira var. caapeba (L.) Eichler
- variété Cissampelos pareira var. crassifolia Engl.
- variété Cissampelos pareira var. crenata (DC.) Diels
- variété Cissampelos pareira var. deglabrescens Welw. ex Hiern
- variété Cissampelos pareira var. gardneri Diels
- variété Cissampelos pareira var. haenkeana (C. Presl) Diels
- variété Cissampelos pareira var. hirsuta (Buch.-Ham. ex DC.) Forman
- variété Cissampelos pareira var. hirta (Klotzsch) T. Durand & Schinz
- variété Cissampelos pareira var. klotzschii T. Durand & Schinz
- variété Cissampelos pareira var. laevis Diels
- variété Cissampelos pareira var. macrostachya (Klotzsch) T. Durand & Schinz
- variété Cissampelos pareira var. mauritiana (Thouars) Diels
- variété Cissampelos pareira var. monoica (A. St.-Hil.) Eichler
- variété Cissampelos pareira var. mucronata (A. Rich.) Engl.
- variété Cissampelos pareira var. nephrophylla (Bojer) Diels
- variété Cissampelos pareira var. orbiculata (DC.) Miq.
- variété Cissampelos pareira var. owariensis (P. Beauv. ex DC.) Oliv.
- variété Cissampelos pareira var. pachyphylla Diels
- variété Cissampelos pareira var. pareira
- variété Cissampelos pareira var. peltata Scheff.
- variété Cissampelos pareira var. racemiflora Eichler
- variété Cissampelos pareira var. reniformis Welw. ex Hiern
- variété Cissampelos pareira var. senensis (Klotzsch) T. Durand & Schinz
- variété Cissampelos pareira var. tamoides (Willd. ex DC.) Diels
- variété Cissampelos pareira var. transitoria Engl.
- variété Cissampelos pareira var. vestita (Triana & Planch.) Diels
- variété Cissampelos pareira var. wildei Benvenuto
- variété Cissampelos pareira var. zairensis (Miers) T. Durand & Schinz